# Teodor Waga

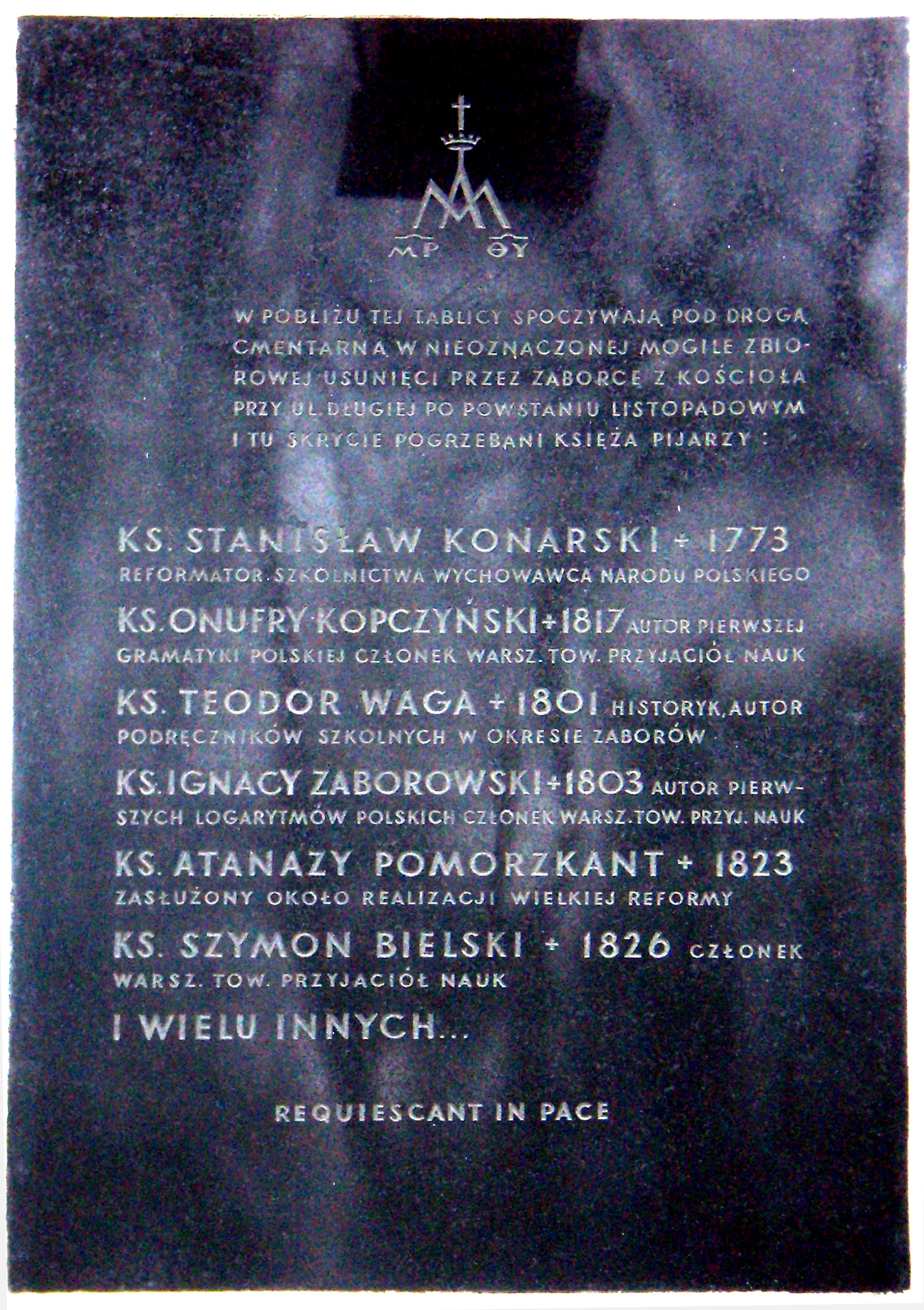
tablica oznaczająca grób o. Teodora Wagi w zbiorowej mogile, kościół św. Karola Boromeusza, cmentarz Powązkowski, wmurowana z inicjatywy o. Innocentego Buby

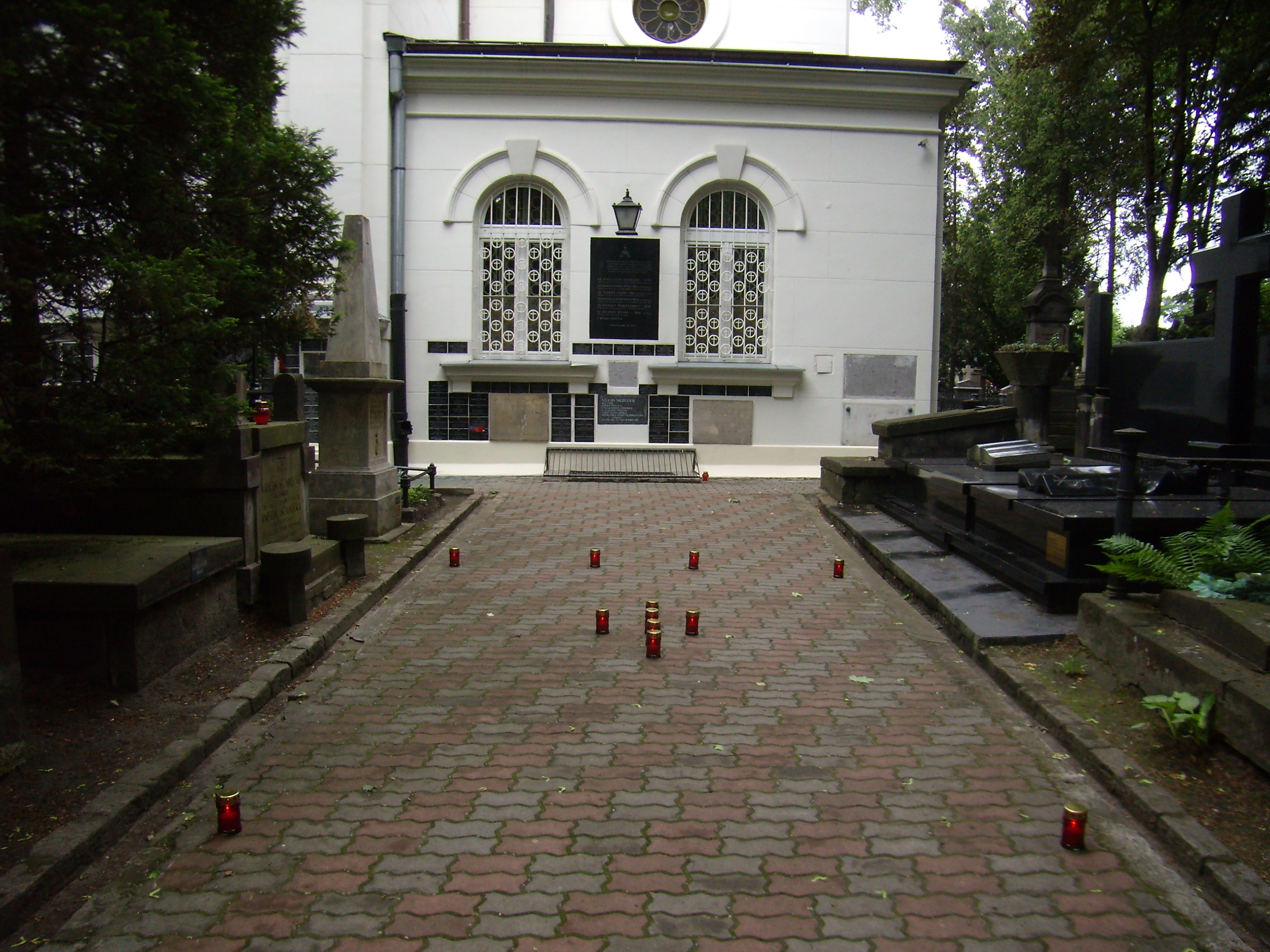
alejka, pod którą znajduje się grób o. Teodora Wagi w zbiorowej mogile pijarów i poety Macieja Kazimierza Sarbiewskiego, SI na cmentarzu Powązkowskim, 2009

Teodor Waga, SchP, właściwie: Teodor Szymon Waga (ur. 26 listopada 1739 na ziemi wizeńskiej, zm. 23 listopada 1801 w Warszawie) – polski pijar, prawnik, historyk i geograf. Nauczyciel literatury, historii, geografii i prawa w szkołach pijarskich.

## Życiorys
Uczęszczał do kolegium pijarów w Szczuczynie Mazowieckim, uczeń Stanisława Konarskiego, nauczyciel w kolegium pijarów w Rzeszowie, posiadał wybitną zdolność przekazywania wiedzy uczniom, przeplatając poważne wykłady anegdotami.
W roku 1754 wstąpił do zgromadzenia pijarów. Przyjął imię Teodora od Św. Klemensa (imię chrzestne: Szymon). Nowicjat odbywał w latach 1754/1755-1755/1756 (Podoliniec). Wkrótce potem podjął studia w zakresie nauk humanistycznych w seminarium zakonnym (Rzeszów: rok akademicki 1756/1757), a następnie rozpoczął 2-letnie (1757/1758-1758/1759) studia filozoficzne w Międzyrzeczu Koreckim.

## Twórczość
Autor m.in. dzieła Historia książąt i królów polskich krótko zebrana... (1767, do roku 1864 23 wydania, w tym: wydanie z roku 1818 i 1824 opracowane przez Lelewela), Wyciąg z geografii polskiej (1767) wiele wydań, Kadencje sądów ziemskich i grodzkich oraz juryzdykcji sądowych... (1785), Inwentarz praw statutów, konstytucji koronnych i Wielkiego księstwa Litewskiego... (1782) (podręczy zbiór aktów prawnych), Zbiór krótki potrzebnych wiadomości kawalerowi maltańskiemu... (1775), tłumacz Beccarii O występkach i karach... (1772) i O cnotach i nagrodach... (1773). Opracował także komentarz do Herbarza polskiego Kaspra Niesieckiego.

### Ważniejsze utwory
1. De vana gloria w: S. Konarski: Opera lyrica, Warszawa 1767, (wiersz)
2. Krótkie zebranie historii i geografii polskiej, Supraśl 1767; wyd. następne przerobione i rozszerzone (z opuszczeniem geografii) pt. Historia książąt i królów polskich krótko zebrana, z niektórymi uwagami nad dziełami narodu dla oświecenia młodzi narodowej...: Warszawa 1770; Warszawa 1786; Warszawa 1789; Warszawa 1795; Warszawa 1806; Warszawa 1808; Warszawa 1809; Warszawa 1816; Wilno 1816; Warszawa 1818; uzupełnione i wyd. J. Lelewel, Wilno 1818; Warszawa 1819; Kraków 1822; Wilno 1824; Wilno 1831; Wilno 1833; Poznań 1857; Poznań 1859; Poznań 1864; fragmenty wyd. osobno pt. Wyciąg z geografii polskiej, Poznań 1856; wyd. następne: Poznań 1860; Poznań 1864
3. Zbiór krótki wiadomości potrzebnych kawalerowi maltańskiemu dla wygody i pożytku przezacnych familii Królestwa Polskiego i W. Księstwa Litewskiego wydany, Warszawa 1775, (wyd. bezimienne: pod dedykacją do A. Ponińskiego podpisany wydawca: Sandlinger de Rozan).

Druki ulotne jego rozporządzeń prowincjonalnych z lat 1792-1795 zachowane są w rękopisie Biblioteki PAN Kraków sygn. 2339.

### Przekłady
1. C. Beccaria: O przestępstwach i karach wykład. Z francuskiego na język polski, Brzeg 1772, (wyd. bez wskazania tłumacza, przekład według tłumaczenia A. de Morellet)
2. G. Dragonetti: Wykład o cnotach i nadgrodach z francuskiego na język polski przez..., Warszawa 1773, (kontynuacja dzieła z poz. 1).

### Prace edytorskie
1. Inwentarz praw, statutów, konstytucji koronnych i W. Księstwa Litewskiego, znajdujących się w 6 pierwszych tomach Voluminis Legum... niegdyś przez M. M. Ładowskiego... potem przez J. A. Załuskiego zebrany, a przez A. Żeglickiego... pomnożony... teraz przez... przedrukowany, (Warszawa 1782); wyd. następne Warszawa 1789; przekł. rosyjski (1810)
2. Kadencje sądów ziemskich i grodzkich oraz jurysdykcji sądowych ultimae instantiae Obojga Narodów... zebrane, Warszawa 1785.

## Wybrane opracowania dot. twórczości Wagi
1. F. K. Dmochowski: Wiadomość o życiu i pismach ks. T. Wagi i ks. Teodora Ostrowskiego, "Nowy Pamiętnik Warszawski" t. 9 (1803); przedr. jako wstęp do: Historia książąt i królów polskich krótko zebrana, Warszawa 1806; w: Pisma rozmaite t. 2, Warszawa 1826
2. A. Horãnyi: Scriptores Piarum Scholarum t. 2, Buda 1809
3. Sz. Bielski: Vita et scripta, Warszawa 1812
4. J. Lelewel: Krótkie zbiory historii polskiej, "Dziennik Wileński" 1816 t. 3, s. 256-295; przedr. w: Rozbiory dzieł, Poznań 1844, s. 39 i następne
5. Ł. Gołębiowski: O dziejopisarzach polskich, ich duchu, zaletach i wadach, Warszawa 1826, s. 224-226
6. L. G. Michaud: Biographie universelle ancienne et moderne t. 50 (Paryż 1827)
7. I. Chodynicki: Dykcjonarz uczonych Polaków t. 3, Lwów 1833
8. K. W. Wójcicki: Cmentarz Powązkowski p. Warszawą t. 2, Warszawa 1856
9. F. M. Sobieszczański: "Encyklopedia powszechna" Orgelbranda, t. 26 (1867)
10. M. Dzieduszycki: "Encyklopedia kościelna" Nowodworskiego, t. 30 (1910).

## Upamiętnienie
Pochowany w kościele o.o. pijarów przy ul. Długiej. Po Powstaniu Listopadowym, gdy rosyjskie władze zaborcze przekazały kościół Rosyjskiej Cerkwi Prawosławnej, skrycie pochowany w zbiorowej, nieoznaczonej mogile pod alejką na Cmentarzu Powązkowskim (miejsce mogiły wskazuje tablica z napisem: "w pobliżu tej tablicy spoczywają pod drogą cmentarną w nieoznakowanej mogile zbiorowej usunięci przez zaborcę z kościoła przy ul. Długiej po Powstaniu Listopadowym i tu skrycie pogrzebani księża pijarzy:... ks. Teodor Waga +1801 historyk, autor podręczników szkolnych w okresie zaborów... I wielu innych... Requiescant in pace" wmurowana z inicjatywy o. Innocentego Buby – zob. zdjęcie)